# Buckhannon, Zapadna Virginia
Buckhannon je grad američkoj saveznoj državi Zapadnoj Virginiji. Grad upravo pripada okrugu Upshur čije je i središte.

## Zemljopis
Buckhannon se nalazi na istoimenoj rijeci Buckhannon. Grad se nalazi 250 km sjeveroistočno od glavnog grada Zapadne Virginije Charlstona i 225 km južno od Pittsburgha najvećega grada u Pennsylvaniji.

## Stanovništvo
Prema popisu stanovništva iz 2000. godine grad je imao 5.725 stanovnika, 
, 2.159 domaćinstava, i 1.180 obitelji. Prosječna gustoća naseljenosti je 893.5 stan./km²
Prema rasnoj podjeli u gradu živi najviše bijelaca 96.16%, afroamerikanaca ima 2,01%, azijata 0,84%, indijanaca 0,10%, pacifičke rase 0,02%, ostale rase 0,28%, izjašnjeni kao dvije ili više rasa 0,59%. Od ukupnoga ima stanovnika njih 0,96% stanovništva su latinoamerikanci ili hispanjolci.

## Vanjske poveznice
|  | Zajednički poslužitelj ima još gradiva o temi Buckhannon, West Virginia |
|  | Wikizvor ima izvorni tekst Buckhannon, West Virginia                    |
|  | Wikiknjige imaju gradivo o temi Buckhannon, West Virginia               |
|  | Wikicitati imaju zbirke citata o temi Buckhannon, West Virginia         |

- Službena stranica grada